# کارتن (ظرف)

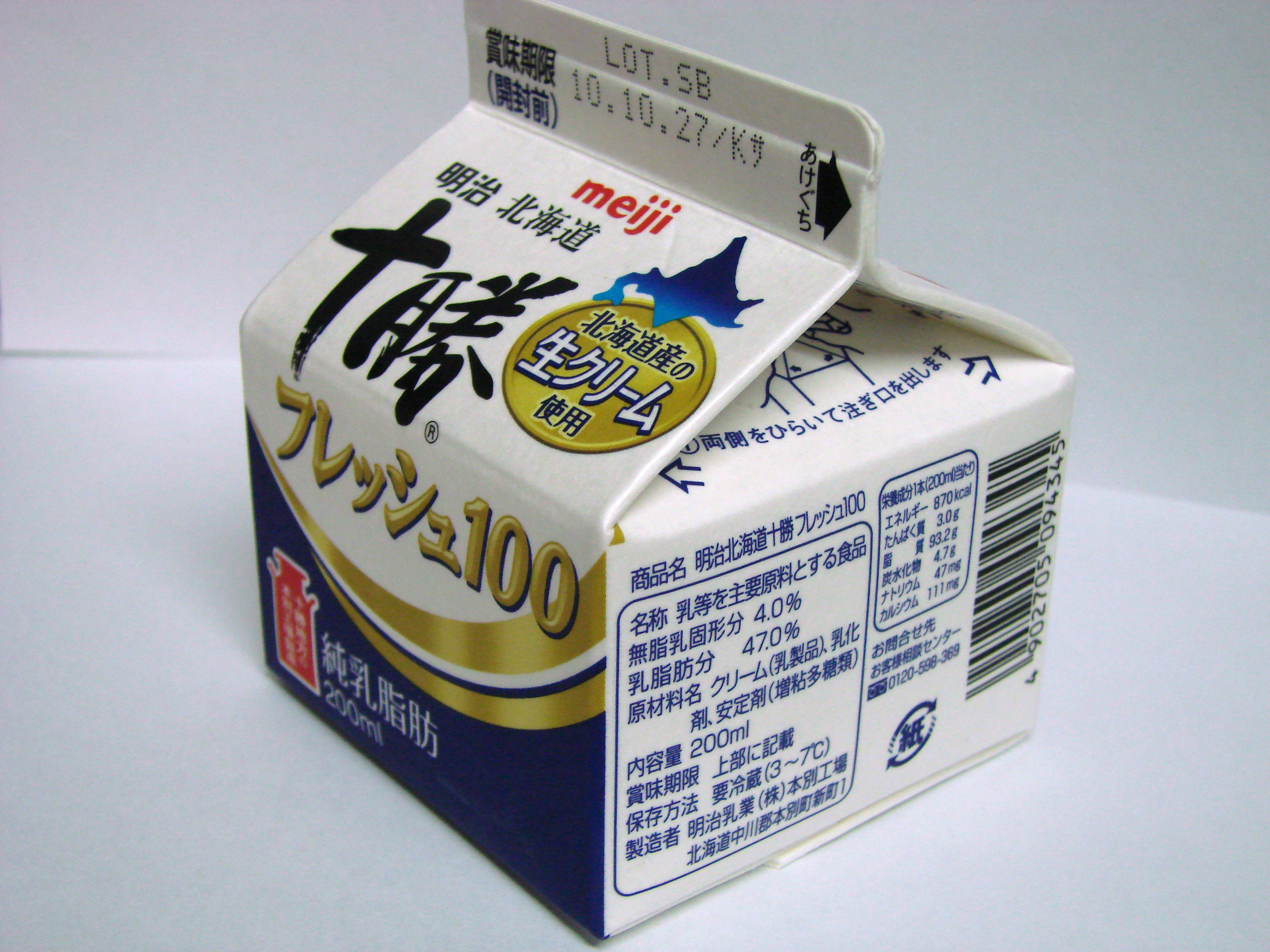
مقوا

کارتُن (به انگلیسی: Carton) یا جعبه مقوایی نوعی ظرف است که معمولاً از جنس مقوا است. این جعبه‌ها به منظور بسته‌بندی مورد استفاده قرار می‌گیرند.